# エール (バンド)
エール（Air）は、フランスのバンド。1995年、パリにて結成。エレクトロニカ、ロック、ラウンジ・ミュージックなどを駆使したフランスらしい洒脱なサウンドが特徴。
なお、日本においては彼等を「Air」と表記した場合、車谷浩司の以前のソロ・プロジェクトと混同されやすかったため、前者を「Air (From France)」、後者を「Air (From Japan)」と表記して区別していたことがあった。

## メンバー
- ニコラ・ゴダン　（Nicolas Godin, 1969年12月25日 - ） - ヴォーカル、ギター、ベース、琴、三味線等
- ジャン＝ブノワ・ダンケル　（Jean-Benoit Dunckel, 1969年9月7日 - ） - ヴォーカル、ピアノ、シンセサイザー、ヴィブラフォン等

## ディスコグラフィ

### スタジオアルバム
- ムーン・サファリ - Moon Safari (1998)
- テン・サウザンド・ヘルツ・レジェンド - 10,000 Hz Legend (2001)
- トーキー・ウォーキー - Talkie Walkie (2004)
- ポケット・シンフォニー - Pocket Symphony (2007)
- ラヴ・2 - Love 2 (2009)
- 月世界旅行 - Le Voyage Dans La Lune (2012)

### その他のアルバム
- Premiers Symptomes (1997) - 「Moon Safari」の1年前に発表されたEP。1999年に再発された際の日本盤にはマニー・マークとBuffalo Daughterのリミックスが収録された。
- ザ・ヴァージン・スーサイズ - The Virgin Suicides (2000) - ソフィア・コッポラ監督の同名映画「ヴァージン・スーサイズ」のサウンドトラック。全曲Airの書き下ろし。
- エヴリバディ・ヘルツ - Everybody Hertz (2002) - 「10000Hz Legend」のリミックス・アルバム。ダフト・パンクのトーマ・バンガルテルやザ・ネプチューンズなどが参加。
- シティ・リーディング - City Reading (2003) - 映画「海の上のピアニスト」の原作者アレッサンドロ・バリッコとのコラボレーション・アルバム。Airのサウンドにのせた小説の朗読。
- Late Night Tales (2006) - Airの2人が選曲したコンピレーション・アルバム。